# Cholovocera
Cholovocera (лат.) — род жуков плеснеедов из подсемейства Merophysiinae.

## Описание
Блестящие красновато-коричневые жуки эллиптической формы длиной 1,2-1,6 мм. Тело выпуклое сверху, поверхность кутикулы мелко пунктированная и слегка опушенная. Голова округлая, немного короче у основания и втянута в переднегрудь за уровнем глаз. Глаза редуцированы до одной выступающей фасетки, защищенной боковым ободком. Усики короткие, топоровидной формы, примерно на треть длиннее головы, состоять из восьми члеников. Они прикреплены у нижней поверхности головы в основании скрыты выступами лба. Верхняя губа сверху не видна, пунктирована, центральная её часть покрыта редкими щетинками. Мандибулы асимметричные. Переднеспинка поперечная, центральная её часть выпуклая, поверхность грубо и редко пунктирована. Отросток переднегруди в форме песочных часов, разделяет тазики передних ног. Щиток виден, почти треугольный, вершины его закругленны. Надкрылья овальные, выпуклые, тонко пунктированные. Задние крылья сильно редуцированы, узкие в основании, без каких-либо следов жилкования. Брюшко с пятью видимыми стернитами, первый из них такой же длины, как два следующих вместе взятые.
Яйцо белое, субэллиптическое, длиной 0,546 мм и шириной 0,351 мм, с гладкой поверхностью, но при большом увеличении слабо заметна микросетчатость. Личинка удлиненная, слегка сжатая дорсовентрально, к головной и хвостовой части сужается. Длина около 2,3 мм на последней стадии. Голова, более темная, чем тело, имеет выпуклые стороны. Усики очень короткие.

## Биология
Живут в гнездах муравьёв подсемейства Myrmicinae, преимущественно рода Messor, меньшей степени, с видами Aphaenogaster, Pheidole и Tetramorium. Есть также упоминания о ассоциациях с представителями рода Camponotus. Питаются растительными остатками, спорами и гифами и остатками членистоногих, оставленными муравьями.

## Классификация
Включает следующие виды
- Cholovocera afghana Johnson, 1977
- Cholovocera attae (Kraatz, 1858)
- Cholovocera balcanica (Karaman, 1936)
- Cholovocera formicaria Motchoulsky, 1838
- Cholovocera formiceticola (Rosenhauer, 1856)
- Cholovocera gallica (Schaufuss, 1876)
- Cholovocera occulta Delgado & Palma, 2023
- Cholovocera punctata Märkel, 1845
- Cholovocera subterranea Motchoulsky, 1845

## Распространение
Распространение большинства видов рода Cholovocera ограничено юго-западом Палеарктики, включая север Африки, на восток ареал рода достигает Афганистана.